# Пондопуло, Георгий Иванович
Георгий Иванович Пондопуло (Попандопуло) (1910—1994) — советский деятель спецслужб и педагог, полковник госбезопасности, кандидат физико-математических наук (1941), профессор  (1965). Руководитель спецотделения механико-математического факультета МГУ (1949—1957). Заслуженный деятель науки и техники РСФСР (1975).

## Биография
Родился 21 апреля 1910 года в Краснодаре.
С 1924 по 1928 год обучался в Краснодарском педагогическом техникуме. С 1928 по 1932 год на педагогической работе в Смоленской станичной школе в качестве учителя. С 1932 по 1937 год обучался на механико-математическом факультете МГУ который окончил с отличием,  с 1937 по 1941 год в аспирантуре этого факультета.  С 1938 по 1940 год являлся — секретарём вузкома Московского государственного университета. В 1941 году защитил диссертацию на соискание учёной степени кандидат физико-математических наук по теме: «Обтекание решётки газом при больших скоростях».
С 1941 года в Период Великой Отечественной войны призван в ряды РККА и направлен на Специальную службу Генерального штаба где служил до 1942 года в качестве сотрудника. С 1942 года переведён в Специальную службу НКВД—НКГБ СССР (5-е управление) где служил до 1946 года в должностях — старший оперуполномоченный и заместитель начальника отдела. С 1946 по 1950 год служил в 6-м (шифровальное-дешифровальное) управлении МГБ СССР в должности заместителя начальника отдела. Одновременно с 1949 по 1957 год являлся организатором и первым руководителем закрытого отделения по подготовке криптографов на механико-математическом факультете МГУ и заместителем декана этого факультета.
С 1950 по 1953 год на научной работе в Научно-исследовательском институте №1 Главного управления специальной службы при ЦК ВКП(б) (НИИ-1 ГУСС при ЦК ВКП(б)) в должности — руководителя научно-исследовательской лаборатории. С 1953 по 1976 год на научно-педагогической работе в Высшей школе КГБ СССР имени Ф. Э. Дзержинского в должности — начальник кафедры криптографии (спецкафедра №7) и одновременно с 1965 года — профессор.
Г. И. Пондопуло занимался научными исследованиями в области криптографии и в частности в области глубоких свойств современных шрифтов и изучением свойств дисковых шифраторов. В 1965 году ему было присвоено учёное звание профессор по кафедре прикладной математики. В 1975 году за заслуги в научной деятельности ему было присвоено почётное звание — Заслуженный деятель науки и техники РСФСР.
С 1976 года на пенсии. Скончался 15 сентября 1994 года в Москве, похоронен на Хованском кладбище.

## Награды
- Орден «Знак Почёта»[1] ;
- Медаль «За отвагу»[5];
- Медаль «За победу над Германией в Великой Отечественной войне 1941—1945 гг.» .

### Почётные звания
- Заслуженный деятель науки и техники РСФСР (1975);
- Почётный сотрудник госбезопасности[1].